# Lijst van onroerend erfgoed in Brugge
Dit is een overzicht van de lijsten onroerend erfgoed in de gemeente Brugge De lijsten zijn georganiseerd volgens de indelingen en benamingen gehanteerd door het agentschap Onroerend Erfgoed van de Vlaamse overheid. Het onroerend erfgoed maakt onderdeel uit van het cultureel erfgoed in België.

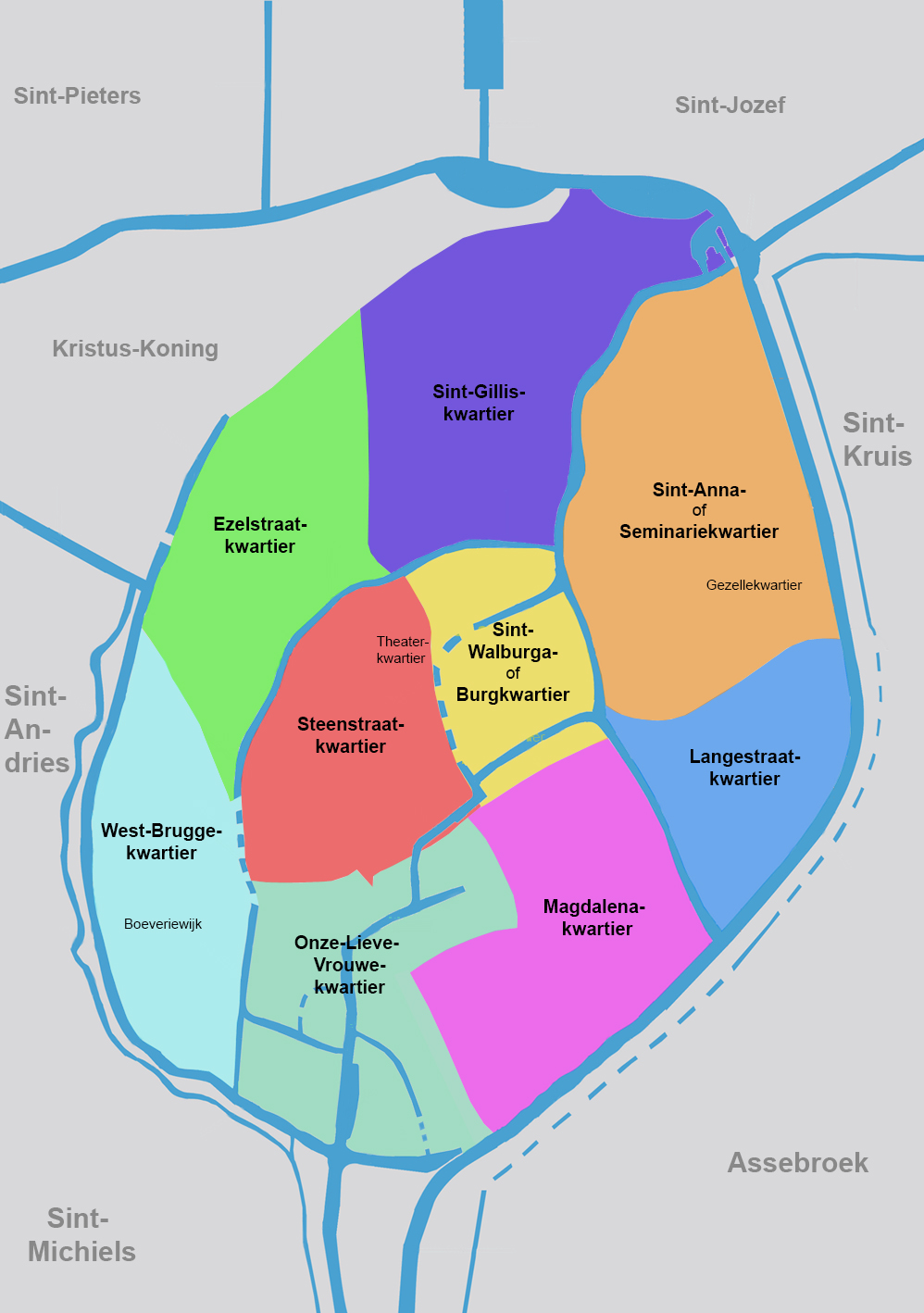
Wijken in Brugge

- Historisch centrum binnen de eerste omwalling:
  - Brugge/Oudste kern (Steenstraatkwartier en Burgkwartier)
- Middeleeuwse stadsuitbreiding binnen de tweede omwalling: 
  - Ezelstraatkwartier
  - Langestraatkwartier
  - Magdalenakwartier
  - Onze-Lieve-Vrouwekwartier
  - Seminariekwartier
  - Sint-Gilliskwartier
  - West-Bruggekwartier

- Negentiende-eeuwse stadsuitbreiding: 
  - Kristus-Koning
  - Sint-Jozef
  - Sint-Pieters

- Deelgemeenten: 
  - Assebroek
  - Dudzele
  - Koolkerke
  - Lissewege
  - Sint-Andries
  - Sint-Kruis
  - Sint-Michiels
  - Zeebrugge